# Giga (dança)

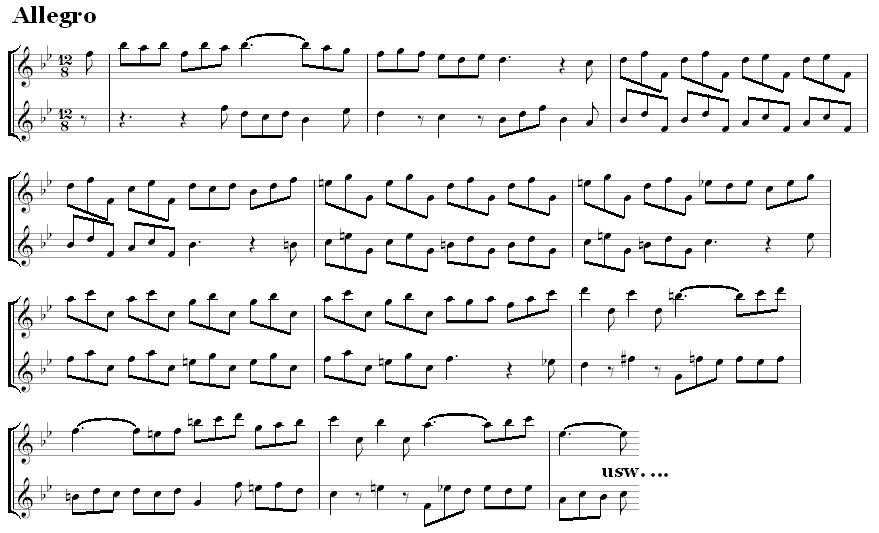
Sonata nº 2, Allegro, de Georg Philipp Telemann

Giga (em francês:  gigue) é uma dança barroca popular originada a partir da jig britânica. Foi importada para a França em meados do século VII e geralmente aparece no fim duma suíte.
Geralmente possuem um contraponto. Sua fórmula de compasso geralmente é 3/8, ou um de seus derivados, como 6/8, 6/4, 9/8 ou 12/16, ainda que existam gigas escritas noutros compassos. Um exemplo é o 4/4 da primeira das Suítes Francesas (BWV 812), de Johann Sebastian Bach; George Frideric Handel e Georg Philipp Telemann também foram conhecidos por compor para tal dança.
Há duas variações conhecidas, a giga francesa, com andamento moderado ou rápido e frases irregulares, e a italiana, mais rápida e com frases regulares.

## Etimologia
De origem francesa, o termo gigue era um instrumento de cordas do século XII, relacionado ao geige alemão. Seu uso na execução de uma das danças acabou a nomeando.